# SN 1980H
SN 1980H – supernowa odkryta 13 czerwca 1980 roku w galaktyce A134754-3232. W momencie odkrycia miała maksymalną jasność 18,00m.